# مودين غانيو
مودين غانيو (بالإنجليزية: Muideen Ganiyu) (مواليد 5 مايو 1979) هو ملاكم نيجيري، مثّل بلاده في الألعاب الأولمبية الصيفية 2004.

## روابط خارجية
مودين غانيو على موقع أوليمبيديا (الإنجليزية)
- مودين غانيو على موقع اتحاد ألعاب الكومنولث (مؤرشف) (الإنجليزية)